# 布沃兰冈
布沃兰冈（法語：Bouvelinghem，法語發音：[buvlɛ̃ɡɑ̃]）是法国上法蘭西大區加来海峡省的一个市镇，属于圣奥梅尔区。

## 地理
布沃兰冈（50°44'1"N, 2°1'56"E）面积6.28 平方千米，位于法国上法蘭西大區加来海峡省，该省份为法国北部沿海省份，西北濒北海，南至索姆省，东临北部省。
与布沃兰冈接壤的市镇（或旧市镇、城区）包括：凯尔康、瑟南冈、阿坎-韦斯特贝库尔、阿尔基讷、库隆比。
布沃兰冈的时区为UTC+01:00、UTC+02:00（夏令时）。

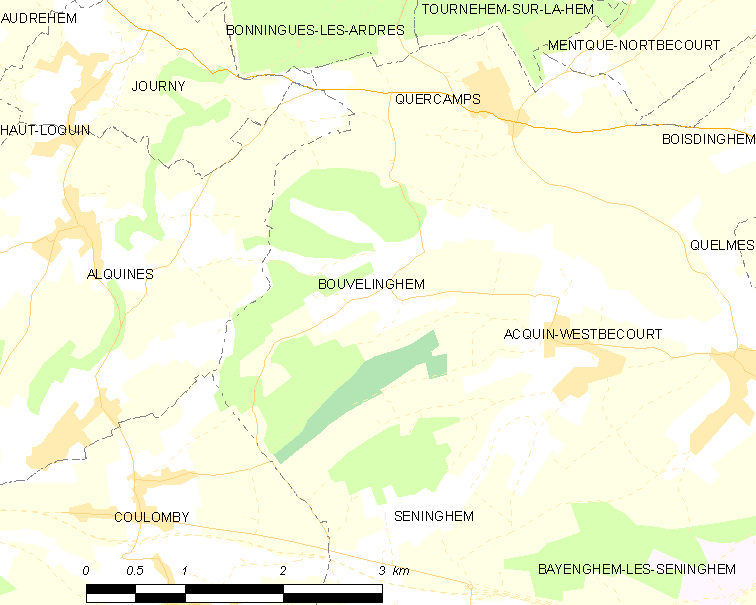
布沃兰冈的OSM定位图

## 行政
布沃兰冈的邮政编码为62380，INSEE市镇编码为62169。

## 政治
布沃兰冈所属的省级选区为兰布尔县。

## 人口

1962-2008年间布沃兰冈人口变化图示

布沃兰冈于2022年1月1日时的人口数量为255人。